# 황소자리 V830 b
황소자리 V830 b는 황소자리에 위치한 외계 행성으로 지구에서 약 427 광년(131 파섹) 떨어진 황소자리 T형 항성의 젊은 별 황소자리 V830란 항성을 공전하는 외계 행성이다. 이 외계 행성은 약 200만 년의 젊은 나이를 가지고 있다.

## 특징
황소자리 V830 B는 모항성으로부터 0.057AU의 거리에서 4.93일마다 모항성 주위를 돈다. 가스 행성에 속한다. 이것은 수성이 태양에 있는 행성 보다 숙주별에 약 7배 더 가깝다. 질량은 목성의 약 70%이며, 모항성과 매우 가까운 궤도를 돌고 있기 때문에 뜨거운 목성으로 분류된다. 또한 태양계에서 가장 큰 행성인 목성보다 크기도 더 크기 때문에 슈퍼목성으로도 분류가 된다. 또한 숙주별 황소자리 V830는 황소자리 T의 항성으로 태양의 같은 질량이지만 반지름은 2배이다. 표면 온도는 4,250 ± 50 K이다. 별의 나이는 약 200만 년 정도로 추정되고 있어 매우 젊은 별이다. 태양과 나이를 비교하자면 태양은 46억 살이다. 이 별은 아직 주계열성이 되기 위해 완전히 수축되지 않았으며, 이것은 그것의 비대해진 반지름과 연결되지만 태양과 유사한 질량과 결합이 된다. 그것의 질량을 고려할 때에 그것은 태양과 같이 약 100억 년 동안 그것의 일생에서 주요 순서 부분에 있을 것 같다. 현재까지 사람이 발견한 외계 행성들 중에서 가장 나이가 어린 행성으로 추후에 V830 타우리는 훗날엔 태양계의 행성인 태양과 똑같은 행성으로 성장할 것으로 보이며 황소자리 V830 B는 모항성인 황소자리 V830와 너무 가까운 공전 궤도를 가지고 있어 현재의 모습과 똑같이 뜨거운 목성으로 성장할 것으로 보인다.

## 같이 보기
- 천문학
- 은하수
- 외계행성
- 가스행성